# Comiteco (bebida)
El Comiteco es una bebida alcohólica destilada de origen mexicano, producida en el Estado de Chiapas, a partir de la Fermentación alcohólica y posterior destilación, de aguamiel (jugos o jarabe) del maguey o agave comiteco (Agave americana L.) y enriquecidos con piloncillo o panela de caña en una proporción de al menos 70% de azúcares reductores provenientes del Maguey o Agave. Su contenido alcohólico es 40% a 50% Alc.Vol., el maguey comiteco es nativo del municipio de Comitán de Domínguez, Chiapas. NOM 199-SCFI-2017.
El cultivo del agave con el que se produce la bebida, data de la época prehispánica, Sin embargo, los tojolabales y campesinos lo consumían sin destilarlo previo a la llegada de los españoles. Fue en el siglo XVI cuando los frailes dominicos españoles trajeron alambiques, con lo que introdujeron el proceso de destilación.
Para su producción, la savia  es extraída diariamente del corazón ahuecado de la planta viva, de donde se obtiene una bebida similar al pulque, la que luego es Destilada, por lo que, independientemente de su sabor, no es una bebida de la misma clase que el tequila, la bacanora, el mezcal, el sotol o Raicilla ya que estos últimos se obtienen de la cocción y destilado de la cabeza o piña del agave.
Tras la llegada de los españoles a América, el comiteco fue considerado como la bebida alcohólica más fina que se haya fabricado en la Nueva España, según consta de una lista expuesta en el Museo Naval de Madrid, misma que data del siglo XVIII, ocupando el primer lugar de entre otras setenta y siete bebidas alcohólicas citadas en dicha lista.
El comiteco se comenzó a producir a nivel industrial hacia el año de 1910, y para la década de los 60 llegó a niveles de producción semejantes a los de algunos tequilas. Sin embargo, hacia el año de 1965 se establecieron impuestos a las bebidas alcohólicas, con lo que comenzó un declive en su producción, aunado a la cada vez mayor escasez de la materia prima para su elaboración, con lo que finalmente se prohibió la producción a finales de los 60. Así, la única producción que subsistió es la artesanal.
Debido al riesgo de desaparición del maguey comiteco agave americana L.,  diversas empresas en los años 70 se dieron a la tarea de cultivar el agave, no siendo sino hasta finales de los 90 que la Secretaría de Agricultura volvió a autorizar su producción, continuando con la misma hasta el día de hoy.
- Datos: Q25414118